# Chūgoku shinbun

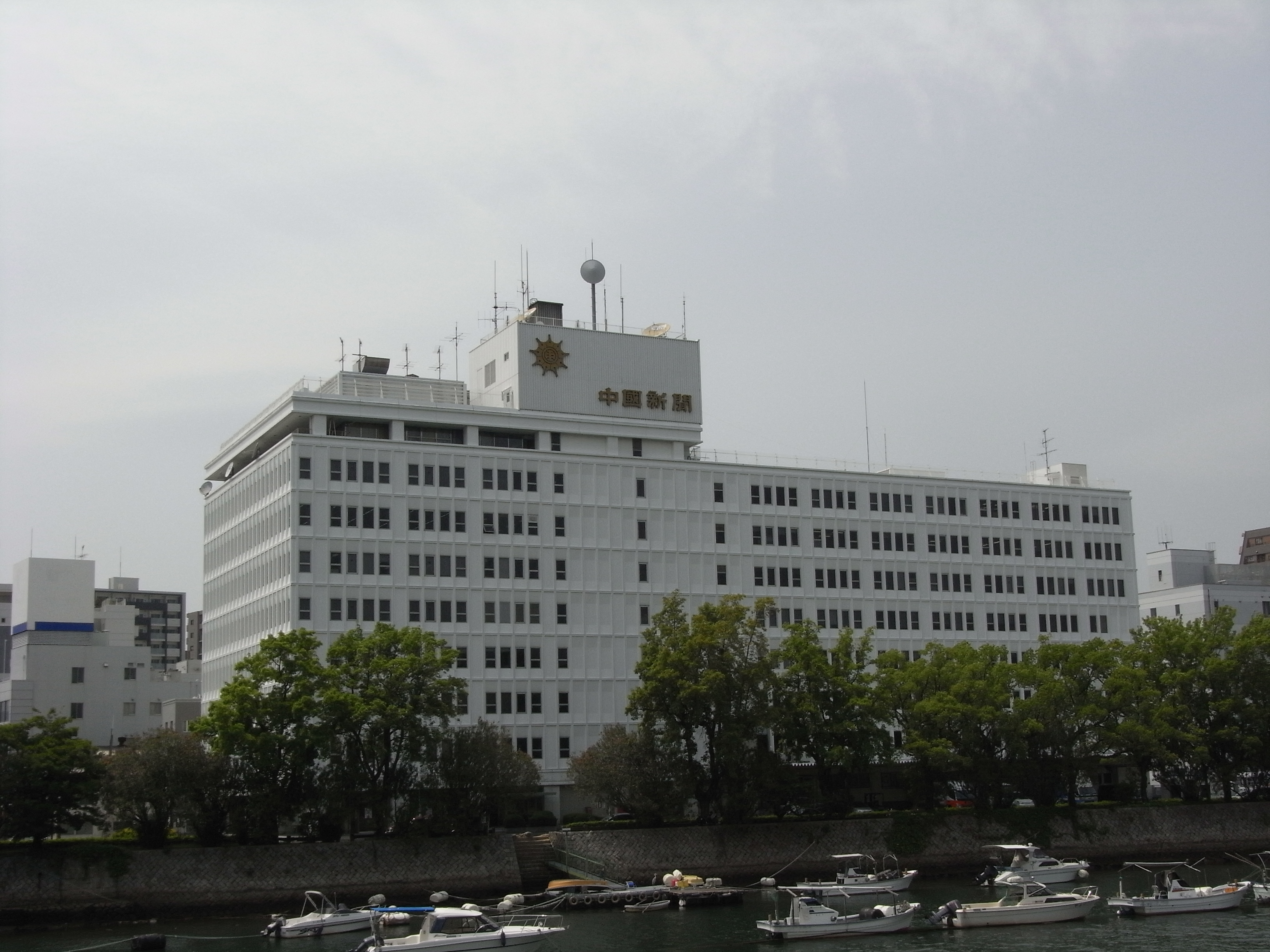
Siège du Chūgoku shinbun à Hiroshima.

Le Chūgoku shinbun ou Chūgoku shimbun (中国新聞) est un quotidien japonais basé à Hiroshima. Il diffuse sur la région de Chūgoku avec des parts de marché dans les préfectures de Hiroshima, Yamaguchi, Shimane, Okayama et Tottori. Le journal publie des éditions papier du matin et du soir. Le journal du matin a un tirage quotidien de 513 499 exemplaires et le.

## Histoire
The Daily Chugoku est fondé le 5 mai 1892 à Hiroshima par son éditeur, Saburo Yamamoto. En 1908, le journal change de nom pour celui de The Chugoku Shimbun, qui se traduit par Journal du milieu du pays (géographiquement, Hiroshima se trouve près du centre de l'archipel japonais). Le Chūgoku shinbun perd 113 employés et le bâtiment ainsi que l'équipement sont complètement détruits par la bombe atomique du 6 août 1945. la publication reprend le 9 août avec l'aide d'autres journaux.

## Source de la traduction
- (en) Cet article est partiellement ou en totalité issu de l’article de Wikipédia en anglais intitulé « Chugoku Shimbun » (voir la liste des auteurs).